# 6 ianuarie
ianuarie • februarie • martie  • aprilie  • mai  • iunie  • iulie  • august  • septembrie  • octombrie  • noiembrie  • decembrie
6 ianuarie este a șasea zi a calendarului gregorian. Mai sunt 359 de zile până la sfârșitul anului (360 de zile în anii bisecți).

## Evenimente

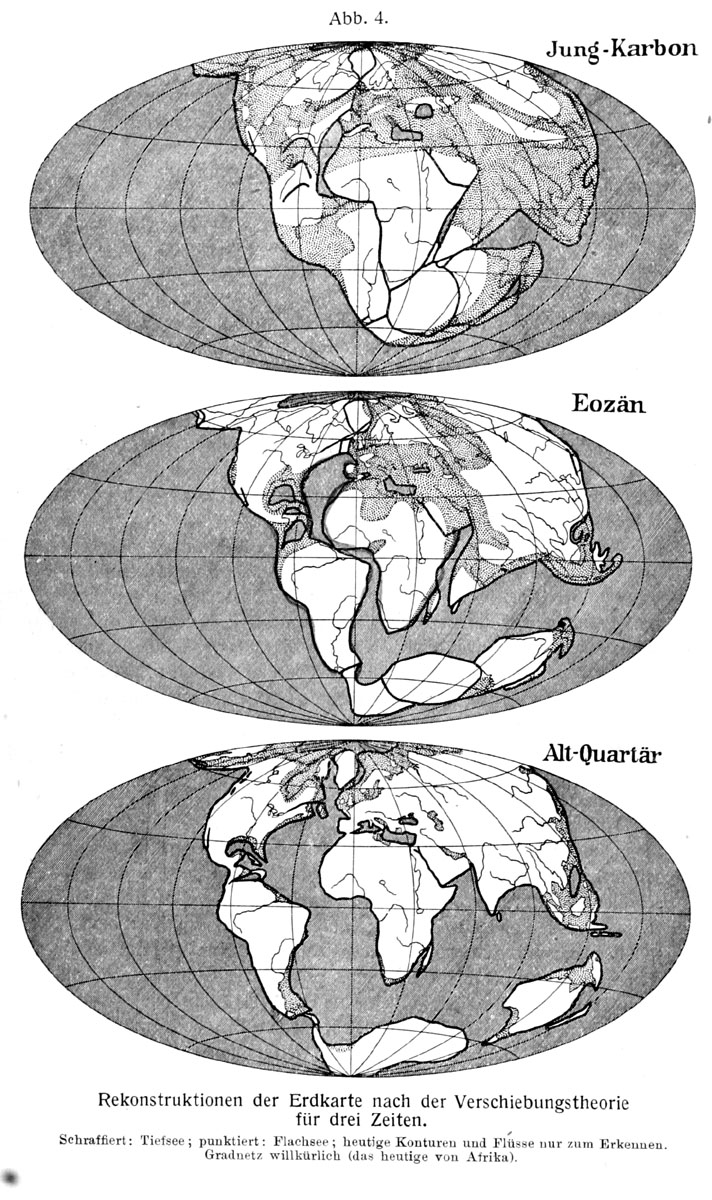
1912: Geofizicianul german Alfred Wegener prezintă pentru prima dată teoria derivei continentale.

- 1066: După moartea lui Edward Mărturisitorul în ziua precedentă, Harold al II-lea este încoronat ca rege al Angliei, declanșând o criză de succesiune care va duce în cele din urmă la cucerirea normandă a Angliei.[1]
- 1322: Stefan Uroš al III-lea este încoronat rege al Serbiei, după ce l-a învins pe fratele său vitreg Stefan Konstantin în luptă. Fiul său este încoronat ca „tânărul rege” în aceeași ceremonie.[2]
- 1355: La Milano, Carol al IV-lea al Boemiei este încoronat cu Coroana de Fier a Lombardiei ca rege al Italiei.[3]
- 1449: Constantin al XI-lea Paleologul este încoronat împărat bizantin la Mistras.[4]
- 1492: Monarhii catolici Ferdinand și Isabella intră în Granada la încheierea războiului de la Granada.[5]
- 1540: Regele Henric al VIII-lea al Angliei s-a însurat cu cea de-a patra lui soție, Anne de Cleves.[6]
- 1714: Inginerul englez Henry Mill a patentat mașina de scris. Prima mașină de scris comercială a fost patentată abia în 1868 de inginerul mecanic american Christopher Latham Sholes.
- 1838: Americanul Alfred Vail și colegii demonstrează un sistem de telegraf folosind puncte și liniuțe (acesta este precursorul codului Morse).[7]
- 1870: Inaugurarea Musikverein-ului din Viena, Austria.[8]
- 1907: Educatoarea italiană Maria Montessori a deschis prima sa școală și grădiniță pentru copiii muncitorilor la Roma.[9]
- 1912: New Mexico este admis drept cel de-al 47-lea stat al Statelor Unite.[10]
- 1912: Geofizicianul german Alfred Wegener prezintă pentru prima dată teoria derivei continentale.[11]
- 1926: Crearea Companiei germane aeriene „Lufthansa".
- 1929: Regele Alexandru al sârbilor, croaților și slovenilor suspendă constituția țării sale (dictatura din 6 ianuarie).[12]
- 1929: Maica Tereza ajunge pe mare la Calcutta, India, pentru a-și începe munca printre cei mai săraci și bolnavi din India.[13]
- 1946: Au loc primele alegeri generale din Vietnam.[14]
- 1942: „Pan American Airlines” devine prima companie aeriană comercială care efectuează zboruri în jurul lumii.[15]
- 1950: Prin Decretul nr.6/6 ianuarie 1950, promulgat de Prezidiul Marii Adunări Naționale, la 13 ianuarie 1950, se hotăra înființarea coloniilor (lagărelor) de muncă. Lagărele își încep activitatea la 14 ianuarie 1950. Între 1950-1954, au fost internate în lagărele de muncă 22077 de persoane.
- 1960: Zborul 2511 al companiei National Airlines este distrus în aer de o bombă, în timp ce se afla pe drum din New York spre Miami.[16]

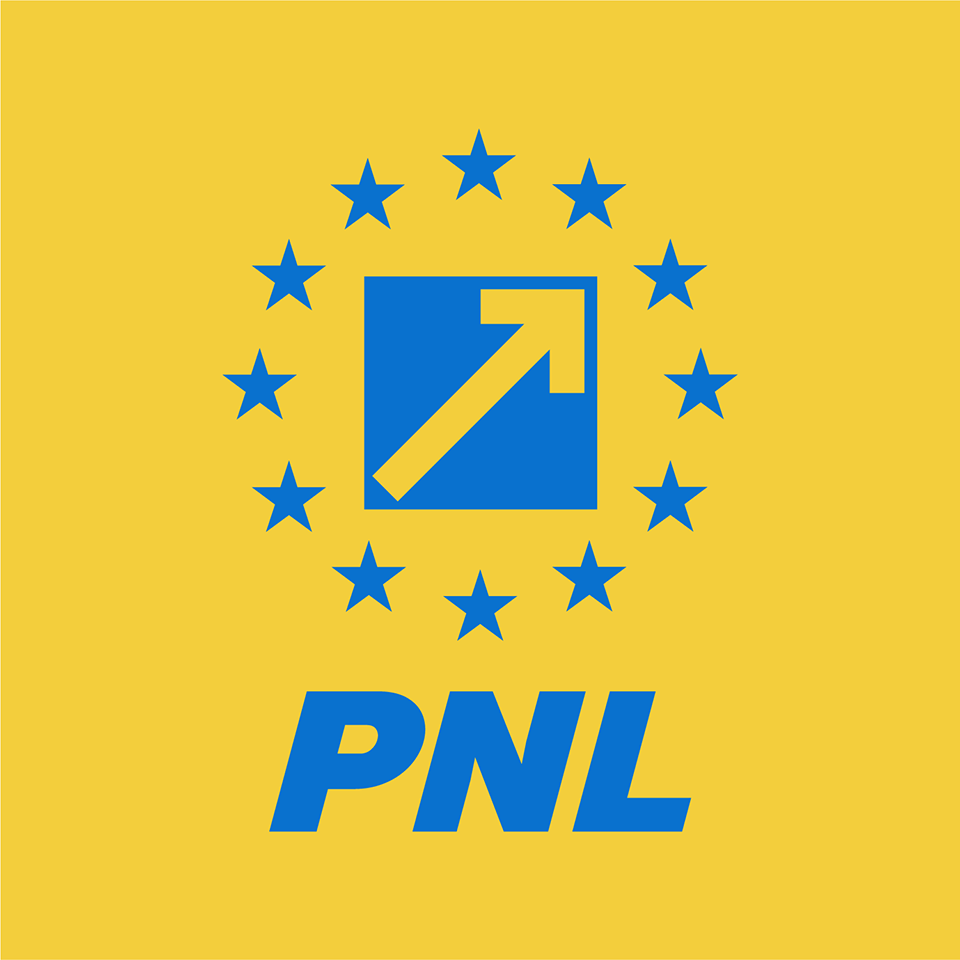
1990: Reînființarea oficială a Partidului Național Liberal

- 1990: România: Reînființarea oficială a Partidului Național Liberal.
- 1992: Președintele Georgiei, Zviad Gamsakhurdia, fuge din țară ca urmare a loviturii de stat militare.[17]
- 1994: Patinatoarea americană Nancy Kerrigan, dublu medaliată olimpică, este atacată și rănită la piciorul stâng de o persoană plătită de fostul soț al rivalei ei, Tonya Harding, în timpul Campionatelor de patinaj artistic din SUA.[18]
- 1995: Un incendiu chimic într-un complex de apartamente din Manila, Filipine, duce la descoperirea planurilor pentru Proiectul Bojinka, un atac terorist în masă.[19]
- 2007: La Bâlea Lac, județul Sibiu s-a inaugurat prima biserică ecumenică de gheață din România.
- 2012: Douăzeci și șase de persoane sunt ucise și 63 sunt rănite când un atacator sinucigaș se aruncă în aer la o secție de poliție din Damasc.[20]
- 2019: Patruzeci de oameni sunt uciși într-o mină de aur prăbușită în provincia Badakhshan, în nordul Afganistanului.[21]
- 2021: Susținătorii președintelui american Donald Trump atacă Capitoliul Statelor Unite pentru a perturba certificarea alegerilor prezidențiale din 2020, atac soldat cu cinci morți și evacuarea Congresului SUA.[22][23][24][25][26]

## Nașteri
- 1367: Richard al II-lea al Angliei (d. 1400)
- 1412: Ioana d'Arc, eroină națională a Franței, supranumită „Fecioara din Orléans” (d. 1431)
- 1655: Eleonore-Magdalena de Neuburg, împărăteasă a Sfântului Imperiu Roman (d. 1720)

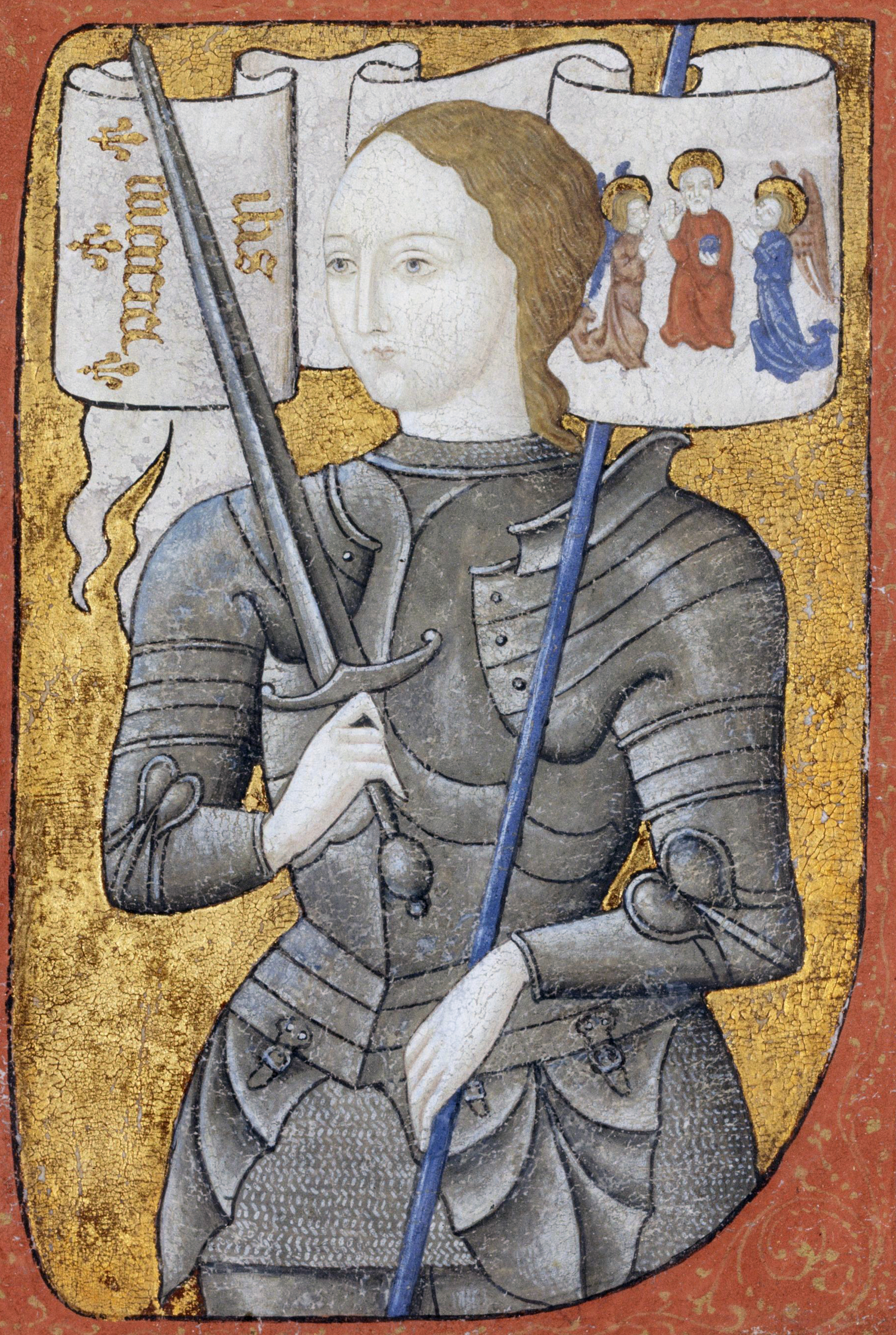
Ioana d'Arc, eroină națională a Franței
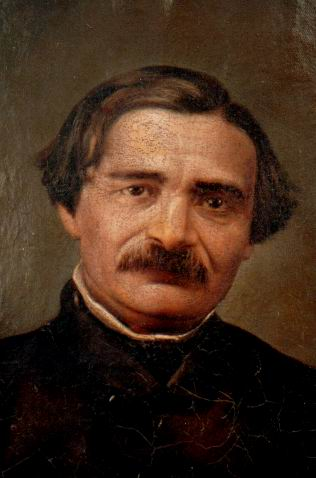
Ion Heliade Rădulescu, scriitor și politician român
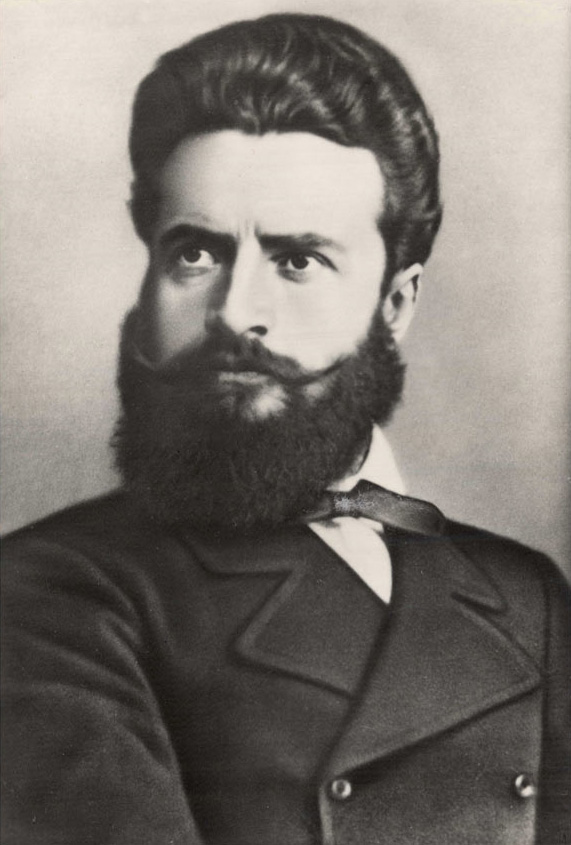
Hristo Botev, poet bulgar

- 1760: Ioan Budai Deleanu, scriitor, filozof și istoric român (d. 1820)
- 1766: José Gaspar Rodríguez de Francia,  politician, avocat și dictator al Paraguayului (d. 1840)
- 1802: Ion Heliade Rădulescu, scriitor și politician român (d. 1872)
- 1832: Gustave Doré, pictor francez (d. 1883)
- 1838: Max Bruch, compozitor și dirijor german (d. 1920)
- 1848: Hristo Botev, poet bulgar (d. 1876)
- 1858: Albert Henry Munsell, pictor american (d. 1918)
- 1861: Victor Horta, arhitect și designer belgian (d. 1947)
- 1881: Ion Minulescu, poet, prozator și dramaturg român (d. 1944)
- 1882: Emil Monția, compozitor român (d. 1965)
- 1897: Ionel Teodoreanu, scriitor român (d. 1951)
- 1900: Regina Maria a Iugoslaviei, a doua fiică a Regelui Ferdinand I al României și soția Regelui Alexandru I al Iugoslaviei (d. 1961)
- 1905: Matei Balș, medic român (d. 1989)
- 1907: Ion I. Agârbiceanu, fizician român, membru corespondent al Academiei Române (d. 1971)
- 1915: Alan Watts, filozof și scriitor de origine britanică (d. 1973)

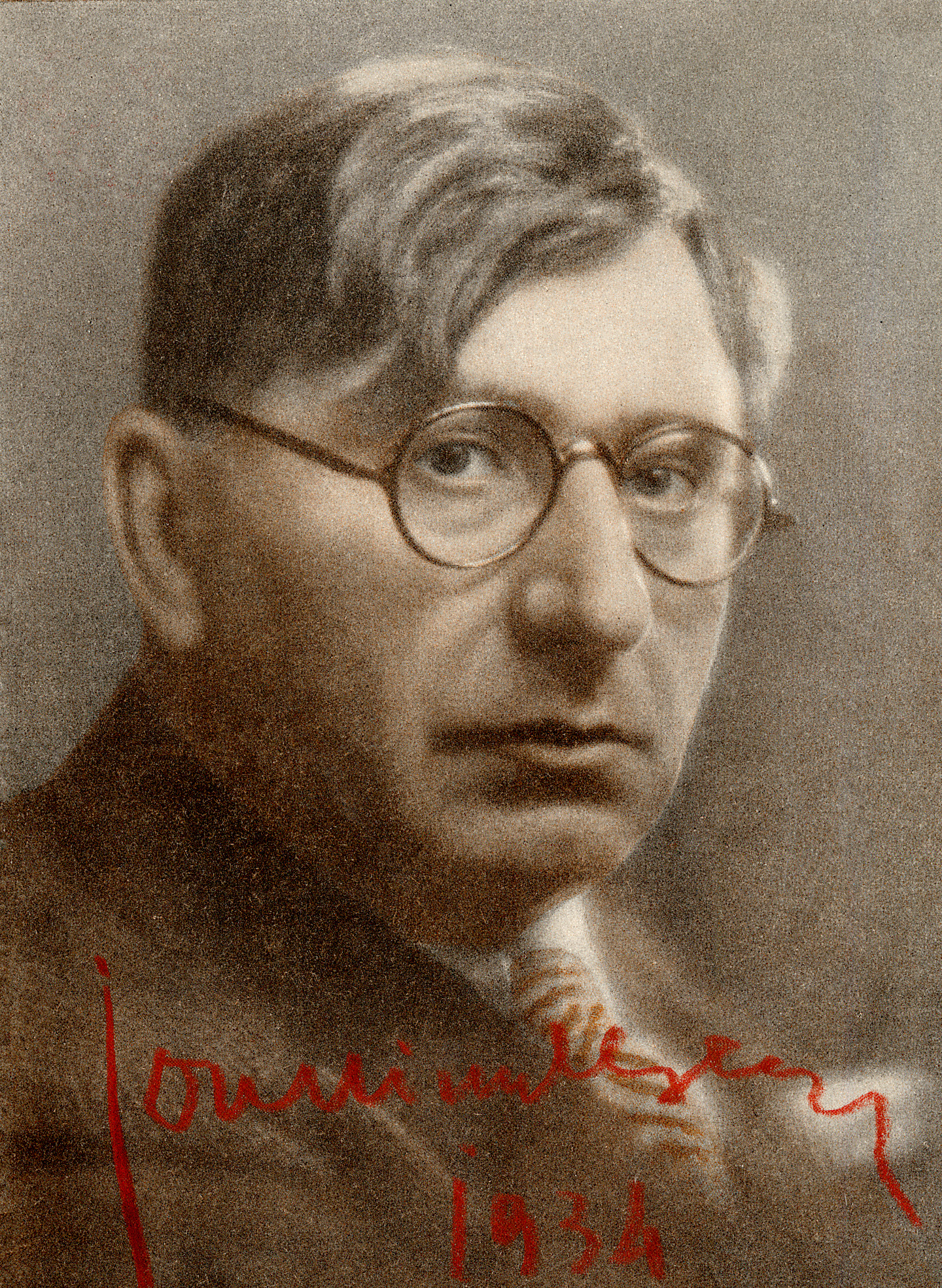
Ion Minulescu, poet, prozator român
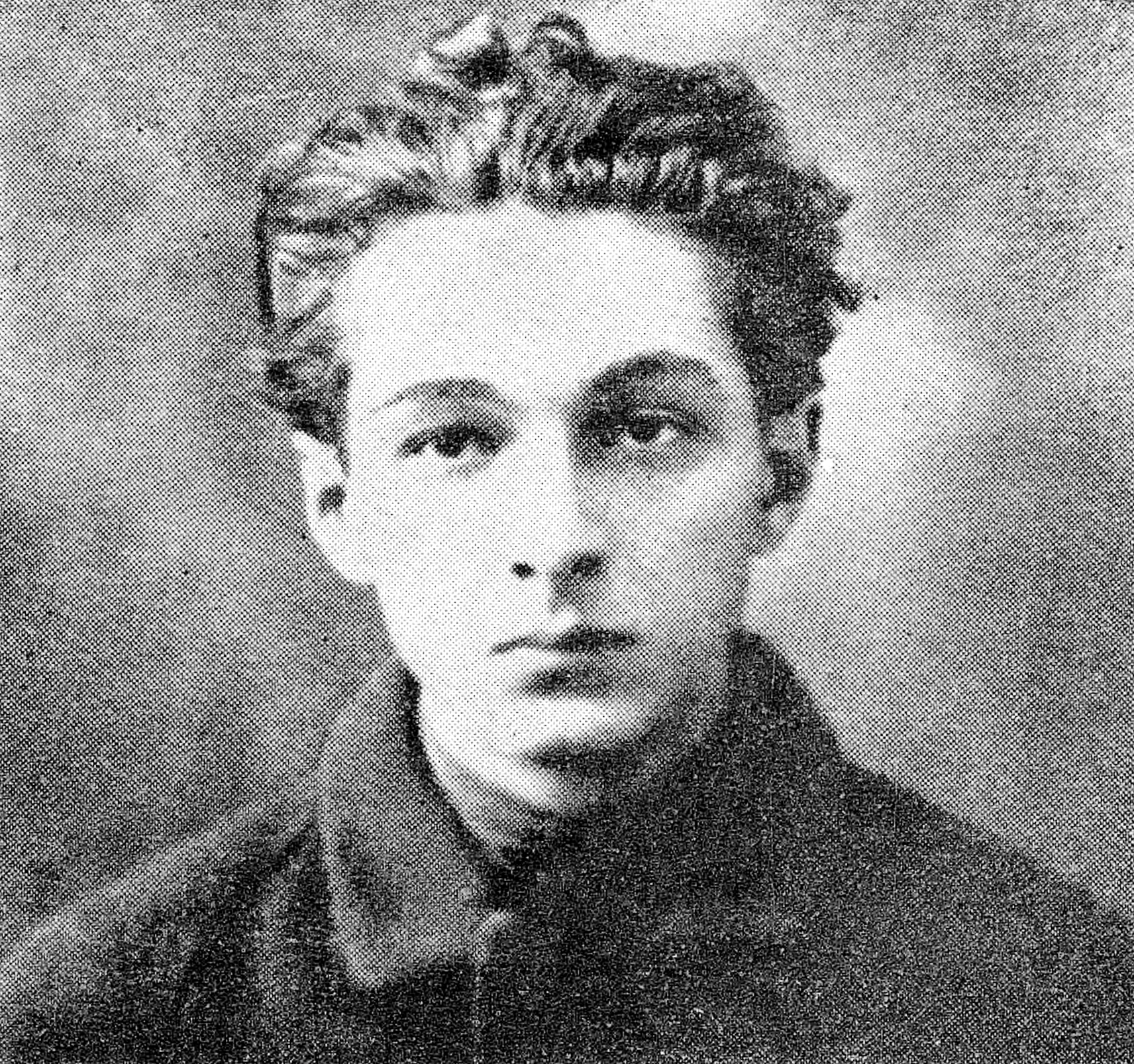
Ionel Teodoreanu, scriitor român
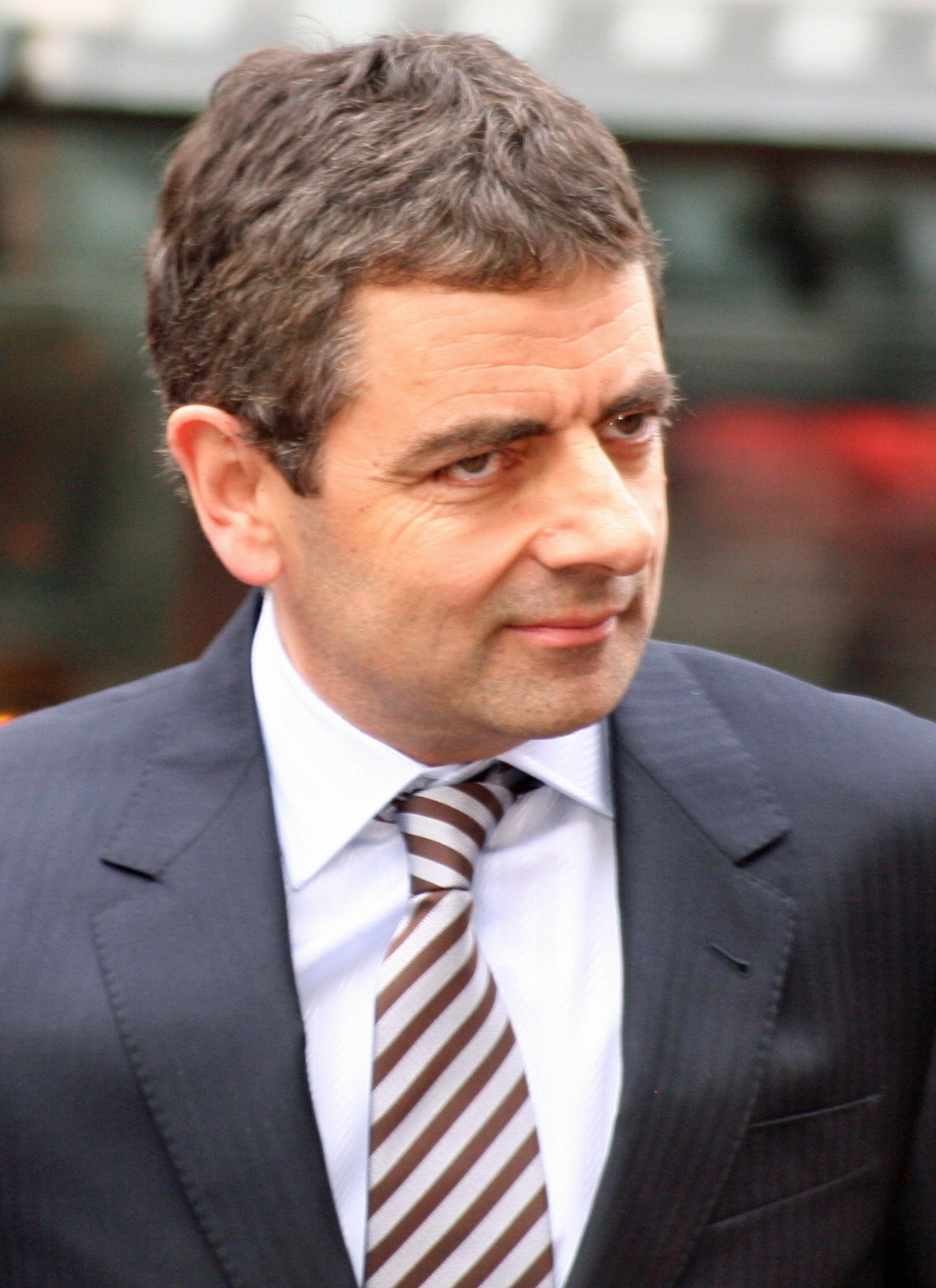
Rowan Atkinson, actor britanic

- 1919: Dan Nasta, actor român (d. 2015)
- 1923: Ion Gavrilă Ogoranu, partizan anticomunist român (d. 2006)
- 1924: Kim Dae-jung, fost președinte al Coreei de Sud (d. 2009)
- 1925: John DeLorean, inginer și inventator american (d. 2005)
- 1927: David Ohanesian, bariton român (d. 2007)
- 1930: Paul Louis Lampert, jurnalist român de origine alsaciană
- 1931: Kaoru Yachigusa, actriță japoneză (d. 2019)
- 1933: Mark Forest, bodybuilder și actor american (d. 2022)
- 1938: Adriano Celentano, cântăreț italian
- 1940: Doina Badea, interpretă de muzică ușoară (d. 1977)
- 1943: Terry Venables, fotbalist și antrenor de fotbal englez (d. 2023)
- 1946: Saveta Bogdan, interpretă română de muzică populară
- 1952: Frank Sivero, actor american
- 1955: Rowan Atkinson, actor britanic
- 1965: Steliana Sima, interpretă de folclor
- 1968: Claudia Laura Grigorescu, scrimeră română
- 1969: Ilie Dumitrescu, fotbalist român
- 1977: Tom Boxer, DJ și producător muzical român
- 1988: Daria Ilina, handbalistă rusă
- 1989: Andy Carroll, fotbalist englez
- 1993: Dumitru-Mircea Buda, poet și critic literar român contemporan
- 1994: Denis Suárez, fotbalist spaniol

## Decese
- 1537: Alessandro de' Medici, Duce al Florenței (n. 1510)
- 1693: Mehmed al IV-lea, sultan otoman (n. 1642)
- 1695: Christian Albert de Holstein-Gottorp (n. 1641)
- 1839: Marie de Orléans, Ducesă de Württemberg (n. 1813)
- 1852: Louis Braille, pedagog francez, inventatorul alfabetului Braille (n. 1809)
- 1875: Frederic Wilhelm, Elector de Hesse (n. 1802)
- 1888: Hermann Kanzler, general german, comandantul armatei pontificale în războiul italian de ocupare a Romei (n. 1822)
- 1884: Gregor Mendel, călugăr, botanist și cercetător austriac, părintele geneticii (n. 1822)
- 1912: Georg Achen, pictor danez (n. 1860)
- 1919: Theodore Roosevelt, politician american, al 26-lea președinte al Statelor Unite (n. 1858)

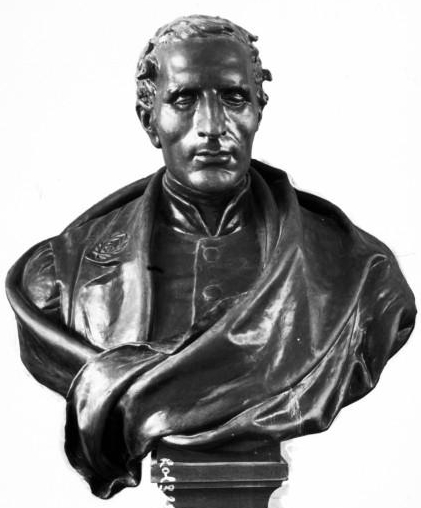
Louis Braille, inventatorul alfabetului Braille
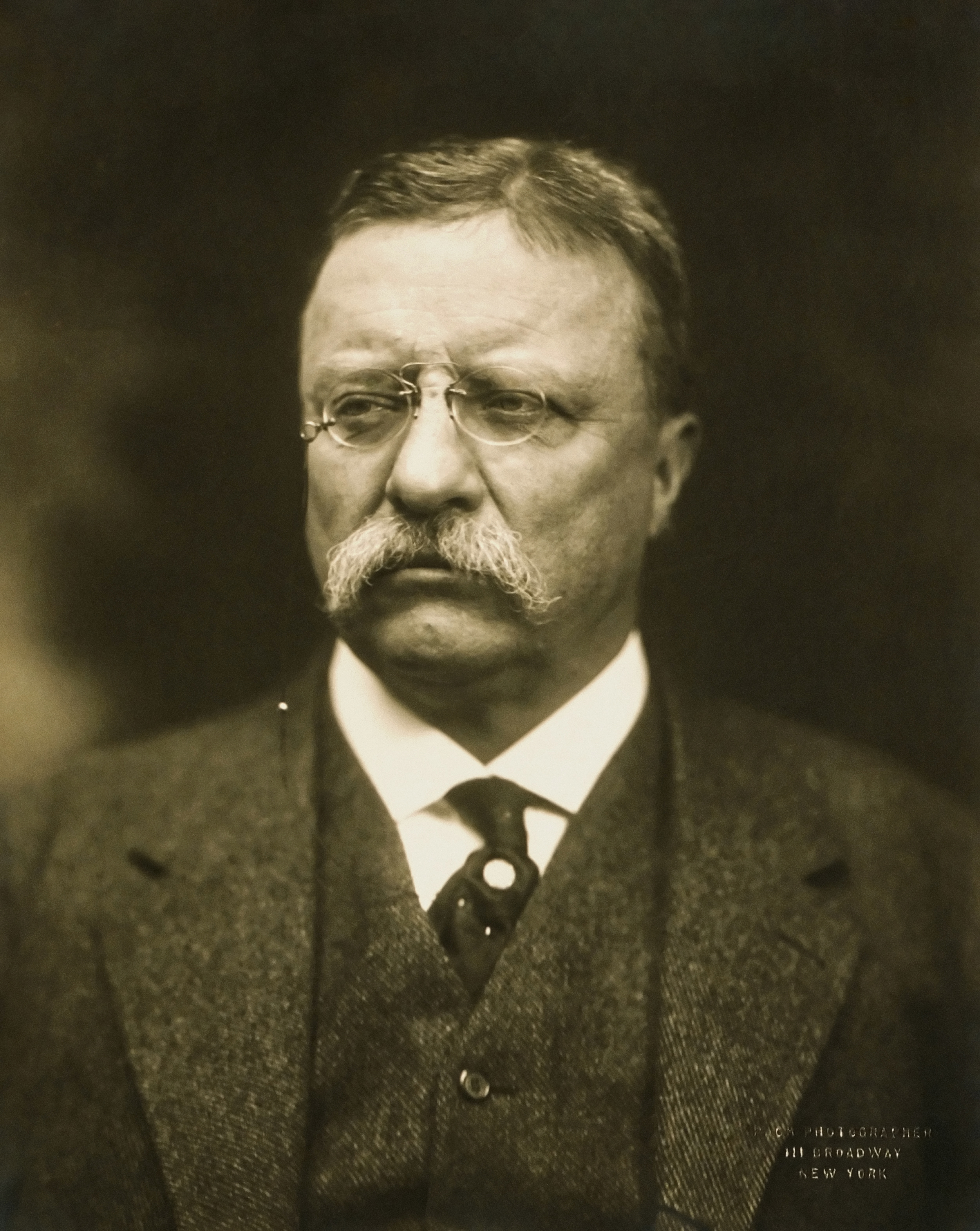
Theodore Roosevelt, al 26-lea președinte al Statelor Unite
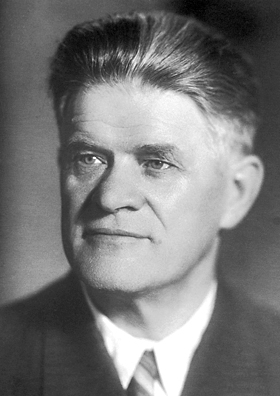
Pavel Alexeevici Cerenkov, fizician rus, laureat Nobel

- 1932: Iacob Negruzzi, scriitor român, membru al Academiei Române (n. 1842)
- 1944: Constantin N. Vasiliu Bolnavu, filantrop român (n. 1867)
- 1946: Georg, Prinț de Saxa-Meiningen, șeful Casei de Saxa-Meiningen (n. 1892)
- 1949: Victor Fleming, regizor american (n. 1883)
- 1958: Prințesa Joséphine Caroline a Belgiei (n. 1872)
- 1981: Archibald Joseph Cronin, scriitor englez (n. 1896)
- 1990: Pavel Alexeevici Cerenkov, fizician sovietic, laureat al Premiului Nobel (n. 1904)
- 1993: Ștefan Baciu, critic de artă, diplomat, eseist, memorialist și poet român (n. 1918)
- 1993: Rudolf Nureev, balerin și coregraf rus (n. 1938)
- 1999: Michel Petrucciani, pianist și compozitor francez de jazz (n. 1962)
- 2013: Metin Kaçan, scriitor turc (n. 1961)
- 2017: Octavio Lepage, politician, fost președinte al Venezuelei (n. 1923)
- 2020: Sergiu Cipariu, taragotist român de muzică populară (n. 1949)
- 2020: Peter Wertheimer, saxofonist, clarinetist și flautist israeliano-român (n. 1947)
- 2021: Leonid Bujor, politician din Republica Moldova, Ministru al Educației al Republicii Moldova (2009–2011), deputat (2005–2009) (n. 1955)
- 2021: Iulian Șerban, paracanoist român (n. 1985)
- 2022: Peter Bogdanovich, regizor american (n. 1939)
- 2022: F. Sionil José, scriitor filipinez (n. 1924)
- 2022: Sidney Poitier, actor american (n. 1927)
- 2023: Gianluca Vialli, fotbalist italian (n. 1964)
- 2024: Dinu Cernescu, regizor român de teatru (n. 1935)

## Sărbători
- (†) Botezul Domnului (Dumnezeiasca Arătare) (calendarul creștin-ortodox)
- † Epifania Domnului și Dumnezeului nostru Iisus Hristos (Boboteaza); Sfințirea Mare a apei (calendarul greco-catolic)